# Ка ди Нардо (Перуђа)
Ка ди Нардо је насеље у Италији у округу Перуђа, региону Умбрија.
Према процени из 2011. у насељу је живело 33 становника. Насеље се налази на надморској висини од 314 м.